# Campoplex punctipleuris
Campoplex punctipleuris är en stekelart som beskrevs av Horstmann 1980. Campoplex punctipleuris ingår i släktet Campoplex och familjen brokparasitsteklar. Inga underarter finns listade.